# Francis Korbay
Francis Korbay (Budapest, Hongria, 8 de maig de 1846 - Londres, Anglaterra, 13 de març de 1913) fou un cantant, pianista i compositor hongarès.
De nom sencer, Francis Alexander Korbay era fill de músics molt coneguts. Estudià piano amb Moronyi i composició amb Robert Volkmann, portat per la seva afició al teatre líric i posseïdor d'una bella veu de tenor, estudià cant amb Gustave Roger. Va debutar amb gran èxit al Teatre Nacional de Budapest el 1868. Hi va actuar tres temporades seguides. Però degut a l'esforç que li produïa el cant va contraure una malaltia a la laringe que li feu abandonar per algun temps l'escena.
Llavors es dedicà al piano per consell del seu padrí Franz Liszt. Com a virtuós d'aquest instrument recorregué Europa sencera. El 1871 es va traslladar als Estats Units, on actuà durant dos anys com a pianista i professor de piano.
Quan va recuperar prou les seves facultats vocals per cultivar el gènere de concert, va continuar l'activitat artística fins al 1894 quan va retornar a Anglaterra per fer-se càrrec d'una classe de cant al Royal College of Music càrrec que seguia ocupant al morir.
Entre altres obres més importants, va compondre el caprici orquestral Nuptiale; una Obertura hongaresa de concert, i un cicle de lieder sobre poesies de Lenau. Llurs arranjaments de melodies populars hongareses i conquistaren gran popularitat en els públics de concert.